# II liga polska w hokeju na lodzie (2017/2018)
II liga polska w hokeju na lodzie w sezonie 2017/2018 rozgrywana na przełomie 2017 i 2018 roku jako 7. sezon rozgrywek o mistrzostwo II ligi w hokeju na lodzie po reaktywacji rozgrywek na tym poziomie ligowym. W poprzedniej edycji 2016/2017 rozgrywki wygrała drużyna 1928 KTH Krynica. 

## Sezon zasadniczy
Format rozgrywek został stworzony z podziałem na grupy wedle geograficznego położenia drużyn. Ustalono Grupę Południową liczącą siedem drużyn (przystąpiła do niej zespół ŁKH Łódź, dotychczas występujący w Grupie Północnej), Grupę Północno-Wschodnią skupiającą pięć drużyn (w tym jedna z Litwy – Gauja Wilno) oraz Grupę Północną zrzeszającą trzy zespoły.
| Grupa Południowa - 1928 KTH Krynica - KH KTH Krynica - Gazda Team Nowy Targ - Hockey Team Oświęcim - Sigma Katowice - Wolves Tychy - ŁKH Łódź |  | Grupa Północno-Wschodnia - ADH Husaria Białystok - Legion Warszawa - LHT Lublin - Masters Giżycko - Gauja Wilno (Litwa) |  | Grupa Północna - BKS Bydgoszcz - Mad Dogs Sopot - Warsaw Capitals |

W sezonie zasadniczym w grupach zwyciężyły drużyny: Hockey Team Oświęcim (Południowa), LHT Lublin (Grupa Północno-Wschodnia), BKS Bydgoszcz (Północna).

## Turniej finałowy
Według przyjętego formatu rozgrywek, zaplanowano turniej finałowy (6-7 kwietnia 2018) w Krynicy-Zdroju, do którego kwalifikację ustalono dla czterech pierwszych drużyn Grupy Południowej oraz dla zwycięzców Grupy Północnej i Grupy Północno-Wschodniej.
Wyniki turnieju finałowego:
Faza grupowa
- Grupa A:
  - KS Hockey Team Oświęcim – KS Sigma Katowice 1:4
  - KS Hockey Team Oświęcim – BKS Bydgoszcz 8:5
  - KS Sigma Katowice – BKS Bydgoszcz 4:6
- Grupa B: 
  - Infinitas KH KTH Krynica – LHT Lublin 13:2
  - KH Gazda Team Nowy Targ – LHT Lublin 13:4
  - KH Gazda Team Nowy Targ – Infinitas KH KTH Krynica 7:6

Półfinały
- KS Sigma Katowice – KH Gazda Team Nowy Targ 2:8 (0:2, 1:2, 1:4)
- Infinitas KH KTH Krynica – KS Hockey Team Oświęcim 0:5 (0:2, 0:3, 0:0)

Finał
- KS Hockey Team Oświęcim – KH Gazda Team Nowy Targ 3:4 k. (0:1, 1:2, 2:0, d. 0:0, k. 1:2)

Mecz o 3. miejsce
- Infinitas KH KTH Krynica – KS Sigma Katowice 6:5 k. (0:2, 4:2, 1:1, d. 0:0, k. 3:2)